# Puri

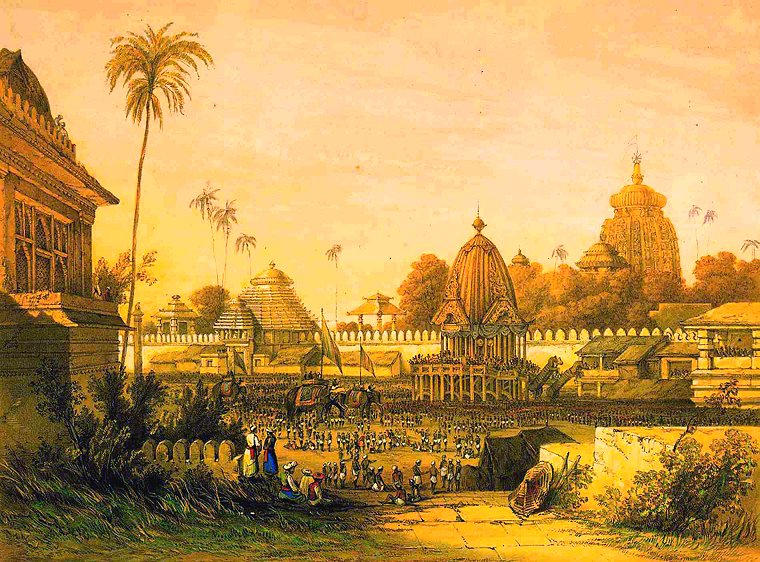
Festiwal Wozów na XIX-wiecznym obrazie Jamesa Fergussona

Puri – miasto w stanie Orisa w Indiach. Położone nad Zatoką Bengalską jest popularnym ośrodkiem rekreacyjnym.
Swoją sławę zawdzięcza świątyni Dźagannatha – świątynia Pana Świata (Dźagannath Mandir) i odbywającym się tam festiwalom wozów (Ratha Jatra). Szczególnie spopularyzowane poprzez działalność Ćajtanji Mahaprabhu, mistyka i reformatora religijnego z XVI wieku.
Od 1 czerwca 1975 przez długie lata niósł tutaj pomoc trędowatym w leprozorium o. Marian Żelazek, werbista.

## Puri w literaturze
- J. Rubach-Kuczewska, Życie po hindusku, 1971; s. 262.